# Seznam švicarskih hokejistov na ledu
Seznam švicarskih hokejistov na ledu.

## A
- David Aebischer
- Cody Almond
- Andres Ambühl

## B
- Goran Bezina
- Severin Blindenbacher
- Simon Bodenmann
- Damien Brunner
- Marco Bührer

## C
- Flavien Conne

## D
- Raphael Diaz
- Paul DiPetro

## F
- Beat Forster
- Philippe Furrer

## G
- Joel Genazzi
- Leonardo Genoni
- Martin Gerber

## H
- Gaëtan Haas
- Fabrice Herzog
- Jonas Hiller
- Denis Hollenstein

## J
- Sandy Jeannin

## K
- Oliver Keller
- Simon Knak
- Jakob Kölliker‎
- Dean Kukan

## L
- Romano Lemm
- Romain Loeffel

## M
- Dennis Malgin
- Christian Marti

## P
- Thierry Paterlini
- Martin Plüss
- Vincent Praplan

## R
- Tanner Richard
- Kevin Romy
- Patric Della Rossa
- Thomas Rüfenacht
- Ivo Rüthemann

## S
- Reto Schäppi
- Niklas Schlegel
- Dominik Schlumpf
- Mathias Seger
- Mark Streit
- Reto Suri
- Pius Suter

## T
- Michel Turler

## U
- Ramon Untersander

## V
- Julien Vauclair

## W
- Adrian Wichser

## Z
- Thomas Ziegler